# Marina Yee
Marina Yee (Amberes, 17 de abril de 1958) es una diseñadora de moda belga.

## Trayectoria
Yee acabó sus estudios en la Academia Real de Bellas Artes de Amberes (en flamenco, Koninklijke Academie voor Schone Kunsten van Antwerpen), departamento “Fashion Design” en el año 1981, con matrícula de honor. Desde su participación en la exposición “Fashion Week”  en Londres de 1987, es considerada como  una de "Los Seis de Amberes”, los diseñadores de moda flamencos famosos. En los años posteriores colaboró con diseñadores de varias marcas de ropa, expuso en París, Osaka y Amberes y elaboró su propia marca de ropa, llamada “Marie”. 
La creatividad de Yee no se limita a diseñar ropa, también elabora proyectos originales. En 1992 abrió un salón de té que al mismo tiempo es un taller, coordinó la exposición “Fashion for Van Dyck” en Amberes o empezó a restaurar muebles, entre otras actividades. Actualmente, aún es profesora jefa del departamento de Moda y Diseño de la Academia Real de Artes Visuales (Koninklijke Academie voor Beeldende Kunst) en La Haya, Holanda. Sin embargo, durante este período Yee siguió diseñando, aunque siempre de manera más discreta que sus compañeros de los “Seis de Amberes” y sobre todo para marcas belgas y producciones de teatro.

## Estilo
El estilo de Marina Yee no sigue la moda de temporada o las convenciones. Yee se distancia de los desfiles y de los criterios de consumo, para poder ir al fondo del arte. Presta mucha atención a los detalles, utilizando telas bastas en combinación con materiales delicados como el satén en colores vivos. Su objetivo es crear siluetas largas y delgadas, a través de las que las mujeres se pueden expresar. La vida de los nómadas le inspira mucho en su trabajo de crear siluetas para mujeres fuertes e independientes. Además, es pionera en diseñar ropa de materiales de segunda mano y pone el énfasis en moda duradera y asequible.
1992 funda un salón de té / taller

2003 gana el premio de mejor diseñadora joven de Modo Bruxellae 

2007 participa en la exposición “Slow” en Hasselt (Bélgica)

2009 se hace madrina del proyecto “Second Style” (Oxfam)

2010 profesora jefa del departamento de Moda y Diseño de la Academia Real de Artes Visuales